# Let's Go All the Way (single)
Let's Go All the Way is een nummer van de Amerikaanse band Sly Fox uit 1986. Het is de eerste single van hun gelijknamige debuutalbum.

## Achtergrondinformatie
Het nummer begint met synthesizer-verwerkte zang, met de regel "Simonini" die steeds wordt herhaald totdat drums en een synth-geleide riff het overnemen. De titel, herhaald in het refrein, wordt vaak verkeerd geïnterpreteerd als het voltooien van een seksuele relatie. In werkelijkheid bevat de tekst geen seksuele inhoud, maar richt boodschap tegen de Koude Oorlog, tegen het beleid van Ronald Reagan ("Presidental party/No one wants to dance") en voor betere leefomstandigheden voor de mensheid. Volgens Sly Fox-frontman Gary Cooper is de titel "Let's Go All the Way" een boodschap van bemoediging. "Voor mij betekende het nummer simpelweg dat wat je doel, droom of visie ook is, je er helemaal voor moet gaan. Met andere woorden, laat niets je tegenhouden om het te bereiken, vooral jezelf niet", aldus Cooper.
"Let's Go All the Way" werd aan beide kanten van de oceaan een hit. Zo bereikte het de 7e positie in de Amerikaanse Billboard Hot 100. In de Nederlandse Top 40 kwam het een plek hoger (en een Alarmschijf), terwijl het in de Vlaamse Radio 2 Top 30 de 14e positie bereikte.

## Tracklijst
- 7"

1. "Let's Go All the Way" - 3:54
2. "Como tu te llama? (What Is Your Name)" (Reduced Remix) - 4:16